# La Tyrannie de l'absence de structure
 (avril 2021).
La Tyrannie de l'absence de structure est un texte de l'avocate et militante pour le droit des femmes américaine Jo Freeman. À l'origine prononcé en mai 1970 lors d'une conférence à Beulah (Mississippi) organisée par la Southern Female Rights Union (équivalent américain du Mouvement de libération des femmes français), le texte est publié en 1972 dans le volume 2, n°1 de l'ouvrage The Second Wave. Par la suite, il a été publié dans diverses revues américaines.
Aujourd'hui, ce texte est disponible en anglais sur le site officiel de l'auteur. Depuis 2003, une traduction française - produite par l'infokiosque du Squat des 400 couverts et relue par des personnes du collectif Indice - est disponible sur internet.

## Contenu
Ce texte propose une réflexion critique sur l'état du Mouvement de Libération des Femmes américain, mais son analyse est applicable plus largement à tout groupe militant. Jo Freeman remet en question l'utilisation selon elle abusive du concept d'« absence de structure » dans les luttes féministes des années 1960 : pour elle, il n'existe pas de groupe sans structure, mais seulement des groupes avec une structure formelle ou informelle. Et selon son analyse, les groupes ne possédant qu'une structure informelle font face à des problèmes d'élitisme et d'inefficacité. Elle termine son texte par une liste de conseils pour une structuration démocratique des groupes militants.